# Marian Szeja
Marian Henryk Szeja (Siemianowice Śląskie, 20 agosto 1941 – Wałbrzych, 25 febbraio 2015) è stato un calciatore polacco, di ruolo portiere.

## Carriera
Con la Nazionale polacca ha vinto i Giochi olimpici 1972.